# 加悦鉄道
加悦鉄道（かやてつどう）は京都府与謝郡野田川町（現・与謝野町）の丹後山田駅（現・京都丹後鉄道宮豊線与謝野駅）から、同郡加悦町（現・与謝野町）の加悦駅までを結んでいた私鉄である。かつてはニッケル鉱石の輸送にも大きな役割を果たしたが、自家用車の普及による地元住民の利用減少とニッケル鉱石輸送の終了に伴う赤字のため、1985年（昭和60年）5月1日に全線が廃止された。
ニッケル鉱石輸送の関連から日本冶金工業のグループ企業であり、社章についても共通である。鉄道事業の廃止後は社名をカヤ興産に変更して存続していたが、2011年（平成23年）4月1日には宮津港運と合併し宮津海陸運輸となっている。

## 歴史
丹後山田駅と南西部の加悦町を結んでいた路線で、当初は沿線の特産品である丹後ちりめんを京阪神地区に輸送することを主目的として、沿線住民823名の出資により1925年（大正14年）設立され、1926年（大正15年）に開業した。1934年（昭和9年）からは、バス事業も開始し、加悦から丹後山田までを結んでいた。丹後山田駅は国鉄宮津線に乗り入れる中核駅として宿場町的な役割を担い、駅前の旅館「大正亭」には、大きな風呂敷包みを抱えた行商人らがよく泊まったという。その後、加悦駅の南西にある大江山でニッケルの採掘が開始されたため、1940年（昭和15年）に大江山ニッケル鉱山への貨物専用線 が開業し、1942年（昭和17年）には丹後山田駅から北東の岩滝町にある精錬所（日本冶金工業大江山製造所）への専用線 も開通した。
戦時中は、鉱石のほか外国人捕虜も運び、元加悦町長の細井拓は、後年「片言の英語で話しかけた英国人の捕虜は友好的だった」と語っている。
戦後、大江山でのニッケル採掘が中止されたため加悦 - 大江山間の専用線は撤去（ただし、法的には加悦鉄道廃止まで廃止手続きは取られていない）されたが、岩滝工場への専用線は同工場で精錬する輸入ニッケル鉱を輸送するため存続した。モータリゼーションの進行により旅客輸送量が減少する一方、明治・大正時代に製造された古典蒸気機関車をはじめ、「マッチ箱」と呼ばれる木造2軸客車、国鉄から購入した客車改造のキハ08形気動車など希少車・珍車の宝庫として知られ、多くのファンを集めた。会社側もやがて観光鉄道を目指すようになり、グッズ類の販売等にも力を入れるようになった。
ディーゼル機関車が不足した場合に他の私鉄から機関車を借り入れたこともあった。別府鉄道からDC302や北陸鉄道からも借り入れたという。
しかし、1985年（昭和60年）3月14日の国鉄ダイヤ改正で宮津線の貨物輸送が廃止され、同線でのニッケル鉱輸送が不可能となったため、丹後山田 - 岩滝工場間の専用線も廃止を余儀なくされた。これにより、鉄道収入の6割を占めていた専用線の輸送業務委託料が失われ、赤字額の大幅な増大が見込まれたため、同年5月1日に全線が廃止された。1985年（昭和60年）4月、加悦駅で行われた「加悦鉄道のお別れ式」では、車体に「さようなら」の5文字が書かれた2両の列車がゆっくり動き去るのを多くの住民が見守った。
なお、運営会社の加悦鉄道株式会社は鉄道廃止以前から路線バスの運行のみならず、鉄道会社の事業展開としては異色の自動車整備業、建設業を営んでいた。廃止後にはカヤ興産株式会社と社名を変更し、前述の建設業・自動車整備業に加え、株式会社YAKIN大江山（当時）構内におけるニッケル運搬・構内機器整備等のほか、鉄道保存展示施設「加悦SL広場」の運営なども行っていたが、1999年（平成11年）にバス部門を加悦フェローラインに分社している（2009年（平成21年）に路線廃止・法人解散、特定貸切バスについてはカヤ興産が引き継ぐ）。
その後、2011年（平成23年）4月1日には日本冶金工業のグループ企業再編により、同社傘下の宮津港運株式会社との合併により宮津海陸運輸株式会社が設立された。宮津海陸運輸株式会社は「加悦SL広場」を引き続き運営していたが、2020年3月限りで閉園となった。
加悦鉄道の廃線跡はサイクリングロードとして整備され、地域の中高生の通学路として活用されている。

### 年表
- 1925年（大正14年）

初代社紋

  - 3月31日：鉄道免許状下付（与謝郡山田村-同郡加悦町）[6]。
  - 5月5日：加悦鉄道創立[7][8]。
- 1926年（大正15年）12月5日：丹後山田 - 加悦間が開業[9]。
- 1927年（昭和2年）
  - 3月7日：北丹後地震で被災し全線不通。
  - 3月12日：全線運転再開。
  - 11月24日：乗合自動車路線開通（加悦町-丹後山田駅間）[10]。
- 1930年（昭和5年）12月5日：三河内口駅開業。
- 1936年（昭和11年）：加悦鉄道開業10周年。キハ101号を導入する。
- 1939年（昭和14年）
  - 7月28日：大江山ニッケル鉱業（1943年〈昭和18年〉に親会社の日本冶金工業に合併）に経営を委ねる。
  - 7月以降：社章改定。日本冶金工業と同一のものとする[11]。
  - 8月10日：ニッケル鉱石輸送開始。
- 1942年（昭和17年）10月14日：岩滝工場側線完成、鉱山から工場へ一貫輸送開始。
- 1943年（昭和18年）：国鉄より1261号と1260号を譲り受ける。
- 1945年（昭和20年）：大江山鉱山が閉山となり、製作所も業務を停止する。1088号は使用停止となる。
- 1951年（昭和26年）：大江山製作所が業務を再開する。岩滝工場側線も運行再開。
- 1955年（昭和30年）：2号機関車使用不能となる。1088号も廃車解体された。
- 1970年（昭和45年）4月8日：加悦谷高校前駅開業。
- 1972年（昭和47年）：国鉄よりキハ083を譲り受ける。
- 1977年（昭和52年）：加悦SL広場を加悦機関区の横に設置。
- 1984年（昭和59年）2月1日：貨物営業廃止。
- 1985年（昭和60年）
  - 5月1日：丹後山田 - 加悦間廃止[4]。
  - 11月18日：社名をカヤ興産に変更[1]。
- 1996年（平成8年）：加悦SL広場を鉱山駅跡に移転。保存車数27両。
- 1999年（平成11年）：バス事業を加悦フェローラインへ分社。DB201号動態化成功。
- 2004年（平成16年）：キハ101号動態化に成功。
- 2006年（平成18年）：2号機関車が国の重要文化財に指定。
- 2009年（平成21年）4月1日：加悦フェローライン解散に伴い、バス事業を譲受・再開。
- 2011年（平成23年）4月1日：宮津港運とカヤ興産の合併により宮津海陸運輸設立。
- 2020年（令和2年）3月31日：加悦SL広場を閉園。

丹後山田駅は、加悦鉄道廃止後の1990年（平成2年）4月1日に野田川駅、2015年（平成27年）4月1日に与謝野駅と改称。

## 鉄道事業

### 路線データ
- 路線距離（営業キロ）：丹後山田 - 加悦間 5.7 km
- 軌間：1067mm
- 駅数：6駅（起終点駅含む。専用線除く）
- 複線区間：なし（全線単線）
- 電化区間：なし（全線非電化）
- 閉塞方式：票券閉塞式

### 駅一覧
（工場駅）- 丹後山田駅 - 水戸谷駅 - 丹後四辻駅 - 加悦谷高校前駅 - 三河内口駅 - 丹後三河内駅 - 加悦駅 - 櫻内駅 -（鉱山駅）
- 工場駅 - 丹後山田駅間、加悦駅 - 鉱山駅間は日本冶金工業の貨物専用線。
- 櫻内駅は1948年、貨物専用線において旅客運用を行う際設置されたが、収益が見込めず数か月で廃止となった。[12]

#### 接続路線
- 丹後山田駅：国鉄宮津線（営業当時）

### 車両

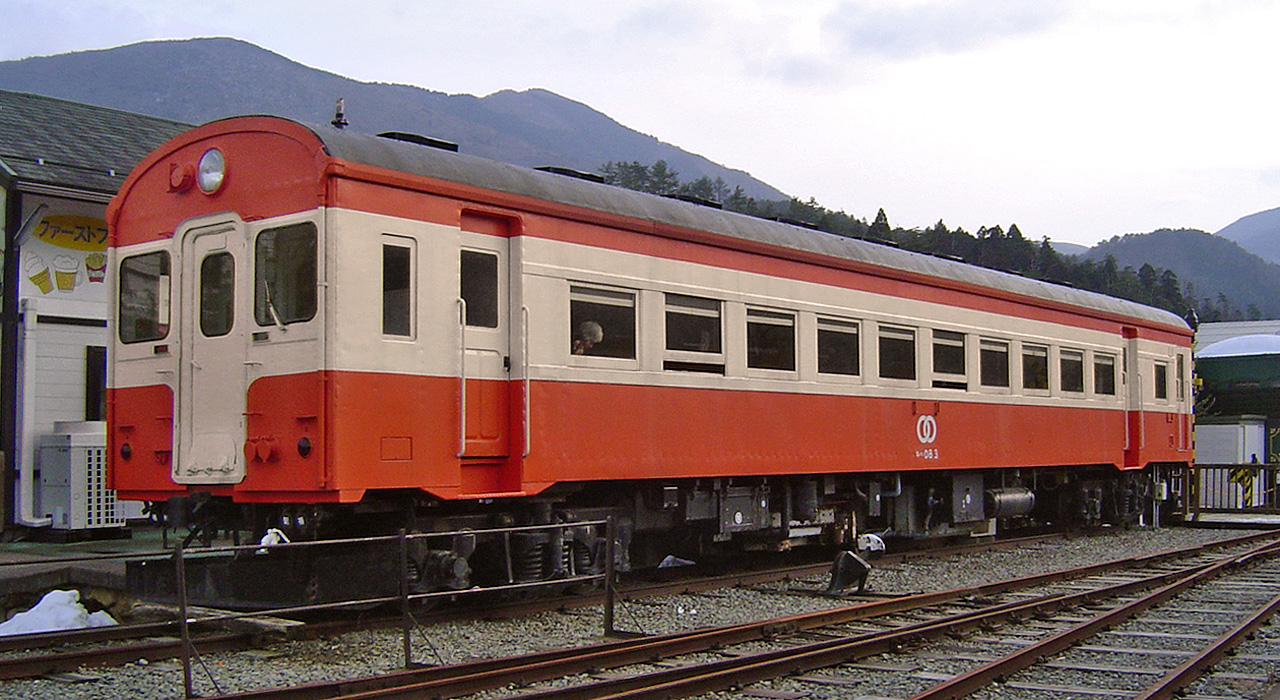
キハ08 3号気動車（加悦SL広場）

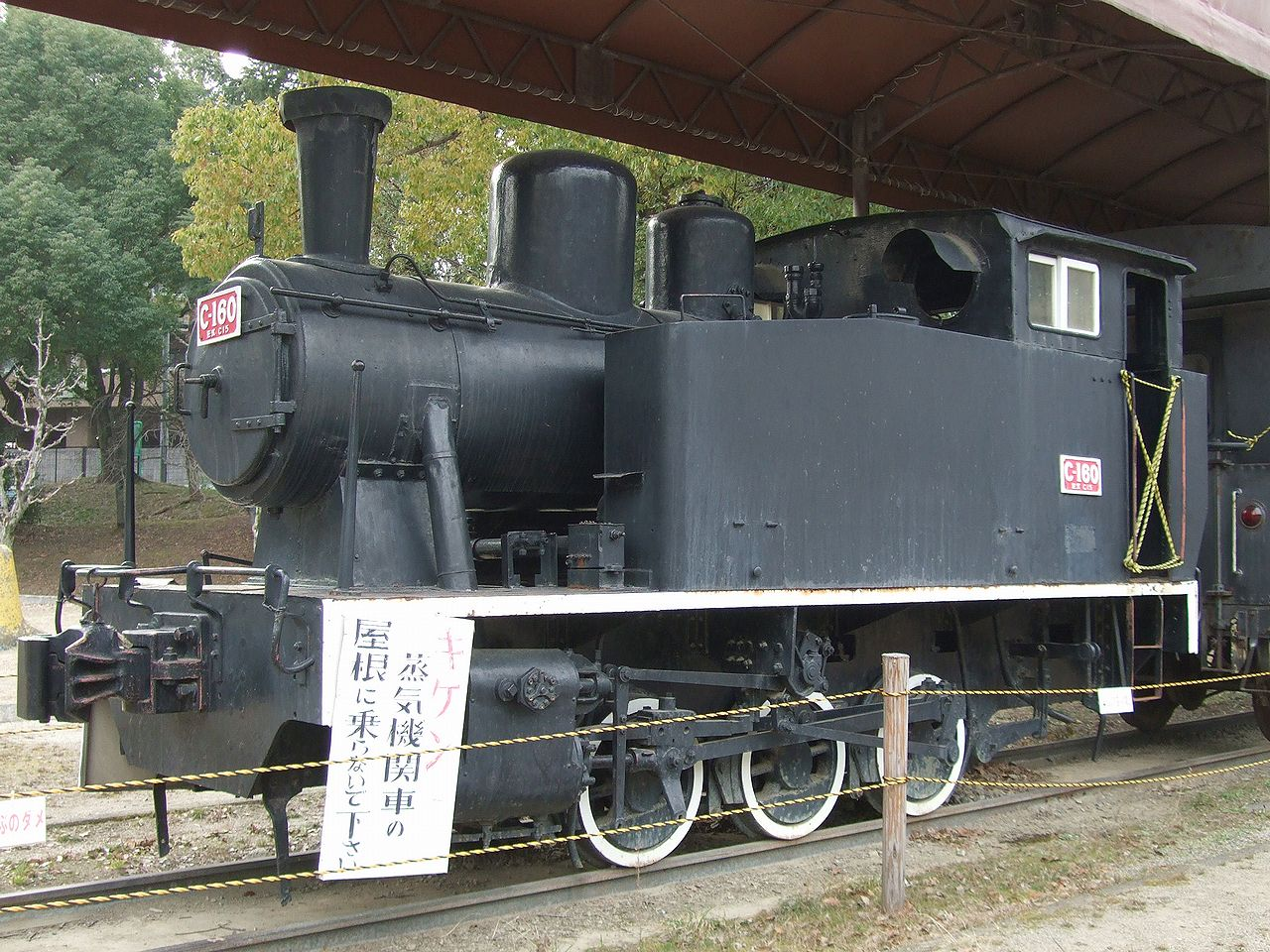
C-160号蒸気機関車（京都市大宮交通公園時代）

廃止時点で蒸気機関車 (SL) が2両、ディーゼル機関車 (DL) が3両、気動車が4両、客車が3両、貨車が2両在籍していたが、そのうち、気動車1両とディーゼル機関車1両、及び蒸気機関車、客車、貨車は本線で使用されなくなっており、後述の加悦SL広場で保存・展示された。

#### 気動車
キハ40900形
キハユニ51 - 元は芸備鉄道のキハユニ18、その後戦時買収で鉄道省キハユニ40921となり、のち船木鉄道キハニ51。船木鉄道廃止後、加悦鉄道に譲渡された。定員109名の大型気動車で、キハ08導入まで主力車でキハ08導入後も後述のキハ10導入までは時々使用された。
キハ08形
キハ083 - 元は国鉄キハ08形気動車。国鉄時代は北海道で使用されていたということもあり冬場には重宝されたという。
キハ10形
キハ1018 - 元は国鉄キハ10形気動車。1980年に国鉄から譲渡され、廃止まで5年間ながら主力車として使用された。

#### ディーゼル機関車
DC35形
351 - 元南部鉄道DC251。同鉄道廃止前の1967年に日本冶金工業が譲受。同年加悦鉄道借入認可となり、1972年までは岩滝工場専用線の他間合い運用として客車牽引にも使用されたが、1974年のDD352導入後は予備車となった。
DD35形
352 - 1974年に日本冶金が購入。

#### 蒸気機関車
1号
元は鉄道省5100形5100で、加悦鉄道開業の際、相模鉄道より購入したもの。1936年に解体され現存しない。
3号
加悦鉄道開業の際、旧伊勢鉄道より購入したが、出力不足のため1936年に解体された。
1080形
1088 - 1940年に鉄道省より導入し、ニッケル鉱石輸送に使用したが、終戦とともに使用停止となり、1955年廃車解体された。

#### 保存車
先述のとおり使用されていたのは上記の車両だが、加悦SL広場保存車として以下の車両が在籍していた。
キハ101形
101 - 1936年自社発注の片ボギーのガソリンカーで、前に荷物台を持ち、1968年にディーゼルエンジン化されたが1972年のキハ08形入線後は休車状態であった。
DB201形
201 - 1953年森製作所製の10tディーゼル機関車。愛称は森ブタ。森製作所では蒸気機関車改造のディーゼル機関車が多いがこれに関しては完全新造である。1967年DC351入線後は予備車となり、1972年1月以降は休車となった。
120形
2 - 1873年製国鉄120形機関車123をルーツとし、簸上鉄道を経て1926年開業にそなえ購入。1956年に漏水で休車となる。1970年に社宝指定され、保存のための修理がなされた。1970年に復活運転がなされた。
4号
1934年に河東鉄道（現在の長野電鉄）より購入した蒸気機関車。1940年に空気ブレーキに取り換える改造がなされ、1969年まで使用。
1260形
1261 - 簸上鉄道No6、国鉄買収後1261となった後、1943年に日本冶金が購入。DC351形導入後1967年に休車となった。
ハ10形
10 - 1926年の開業時に購入した木造ボギー客車で注文流れとされている。2・3等合造であるが加悦鉄道では2等車が設定されず、戦時中には戦没者遺体の英霊室とされていた（戦後仕切り撤去）。1970年に休車となり以降は展示のみ。
ハ20形
20 - 1893年製の鉄道省客車を1928年に譲り受けた。その後1935年に車体を新造、1972年まで使用された。21は改造後の車体で保存され、20はマッチ箱型に復元された。
サハ3100形
3104 - 元は東急サハ3104で、1969年に購入したがキハ08導入のため3年で運用を外れ、1975年に側面を撤去するなど大改造を受け加悦SL広場の休憩所として使用されていた。
ワブ1形
3 - 1926年製の無蓋貨車ト1・2を1927年に有蓋緩急車化した（ただし書類上は1943年にト1・2からワブ2・3となっている1968年に1・2は廃車になり、直後に2と車輪を交換した。その時期に休車になったとされている。
トム51形
53 - 1942年から44年にかけて51〜80の30両を新造したが、戦後にニッケル鉱山が閉山になったことにより、1949年までに56〜75の20両は他社に譲渡、残りの10両は1952年の岩滝工場再稼働により使用再開した。しかし、国鉄入線が不可になり、1966年以降廃車、53のみ車籍が残っていた。
このほか以下の車両が加悦SL広場以外の場所で保存されている。
C160形
1940年に新造され、岩滝工場や大江山専用線で使われ、1967年廃車。京都市北区の大宮交通公園で保存されていたが、加悦鉄道資料館裏で保存することになり、2019年12月4日に同地へ搬送された。

### 廃止後の状況
廃線後、軌道敷跡はカヤ興産が請負いサイクリングロード「加悦岩滝自転車道線」として整備されている。
加悦駅は鉄道廃止前から「加悦SL広場」として整備され、加悦鉄道で使用されていた気動車やイギリス製2号蒸気機関車などの鉄道車両が展示されていた。加悦SL広場は1996年（平成8年）に加悦駅跡から鉱山駅跡に移転した。加悦SL広場は2020年（令和2年）3月31日に閉園した。
また、加悦駅のあった場所（京都府与謝郡与謝野町加悦庁舎）の近くでは、特定非営利活動法人加悦鐵道保存会が与謝野町から管理運営業務を受託し、加悦鉄道資料館（旧加悦駅舎）を運営している。
2005年（平成17年）6月、2号蒸気機関車（旧鉄道院123号機関車）が重要文化財に指定された。

## バス事業
1934年時点で加悦町-丹後山田駅間7.4キロを運行していたが1941年8月にバス事業は休止にのち廃止。再開したのは1952年5月になってからであった。1954年になり宮津駅まで延長した。